# Ophthalmolampis
Ophthalmolampis is een geslacht van rechtvleugeligen uit de familie Romaleidae. De wetenschappelijke naam van dit geslacht is voor het eerst geldig gepubliceerd in 1859 door Saussure.

## Soorten
Het geslacht Ophthalmolampis omvat de volgende soorten:
- Ophthalmolampis albolineata Bruner, 1913
- Ophthalmolampis brunneiceps Descamps, 1983
- Ophthalmolampis carrascoi Descamps, 1978
- Ophthalmolampis colibri Saussure, 1859
- Ophthalmolampis condita Descamps, 1983
- Ophthalmolampis coronata Descamps, 1983
- Ophthalmolampis delusor Descamps, 1978
- Ophthalmolampis elaborata Descamps, 1983
- Ophthalmolampis fervida Descamps, 1978
- Ophthalmolampis gloriosa Descamps, 1981
- Ophthalmolampis immansueta Descamps, 1983
- Ophthalmolampis indomita Descamps, 1983
- Ophthalmolampis insociabilis Descamps, 1983
- Ophthalmolampis intractabilis Descamps, 1983
- Ophthalmolampis maculifemur Descamps, 1983
- Ophthalmolampis maraca Descamps, 1983
- Ophthalmolampis occultata Descamps, 1983
- Ophthalmolampis oyampi Descamps, 1977
- Ophthalmolampis pakitza Descamps, 1978
- Ophthalmolampis picea Descamps, 1981
- Ophthalmolampis placita Descamps, 1977
- Ophthalmolampis praeferox Descamps, 1983
- Ophthalmolampis putida Descamps, 1983
- Ophthalmolampis sapuena Amédégnato & Poulain, 1986
- Ophthalmolampis secura Descamps, 1978
- Ophthalmolampis sigillata Descamps, 1978
- Ophthalmolampis torosa Descamps, 1978
- Ophthalmolampis truculenta Descamps, 1978